# Местни избори в България (2023)
Местните избори в България през 2023 година са редовни общи избори за общински съветници и кметове в общо 265-те общини в България, за кметове на райони и за кметове на кметства.
Президентът на България Румен Радев, насрочва изборите за 29 октомври 2023 г. Предишните общи избори за местни органи на властта в страната са проведени през 2019 г.
Изборите се провеждат в два тура: първи тур на 29 октомври 2023 г., в който се избират общински съветници (членове на общински съвети) и кметове (на общини, райони, кметства); втори тур (балотаж) на 5 ноември 2023 г. за кметове в местата, където никой от кандидатите за кмет не е избран с повече от 50 % от подадените валидни гласове в първия тур. На балотаж се състезават кандидатите за кмет с най-високите два резултата от първия тур.

## Партии, коалиции и бюлетини
Регистрацията на кандидатите за кметове, кметове на райони и общински съветници в Централната избирателна комисия (ЦИК) започва на 4 септември и завършва на 26 септември. Регистрирани са 58 партии и 9 коалиции. По традиция 31 дни преди изборите ЦИК провежда жребий за определяне на поредните номера в бюлетината на партиите и коалициите.
Подреждане на партиите и коалициите в бюлетините за местните избори 2023 г.
| №  | Име |
| -- | --- |
| 1  | Коалиция „БСП за България“ |
| 2  | Партия „Земеделски народен съюз“ |
| 3  | Партия „Средна европейска класа“ |
| 4  | Партия „ВМРО - Българско национално движение“ |
| 5  | Партия „Български съюз за директна демокрация“ |
| 6  | Партия „НДСВ“ |
| 7  | Партия „ГЕРБ“ |
| 8  | Партия „Политическо движение „Социалдемократи““ |
| 9  | Коалиция „Съединени за Пловдив“ |
| 10 | Партия „Български демократичен съюз – Радикали“ |
| 11 | Партия „Сбор“ |
| 12 | Партия „Български глас“ |
| 13 | Коалиция „Заедно за силна община“ |
| 14 | Коалиция „Граждани за общината“ |
| 15 | Партия „Движение „България на гражданите““ |
| 16 | Партия „Пряка демокрация“ |
| 17 | Партия „Правото“ |
| 18 | Партия „Български социалдемократи“ |
| 19 | Партия „Български демократически форум“ |
| 20 | Партия „Български възход“ |
| 21 | Партия „Има такъв народ“ |
| 22 | Партия „Консервативно обединение на десницата (КОД)“ |
| 23 | Партия „БЗНС“ |
| 24 | Коалиция „Алтернатива на гражданите“ |
| 25 | Партия „СДС“ |
| 26 | Партия на Зелените |
| 27 | Партия „Национално движение „Единство““ |
| 28 | Коалиция „Левицата!“ |
| 29 | Партия „Развитие за Септември и региона“ |
| 30 | Партия „Ние идваме“ |
| 31 | Партия „Съюз за Пловдив“ |
| 32 | Партия „Обединени земеделци“ |
| 33 | Партия „Движение Гергьовден“ |
| 34 | Партия „Движение за просперитет на Перник“ |
| 35 | Партия „Бъдеще за Родината“ |
| 36 | Партия „Българска прогресивна линия“ |
| 37 | Партия „Българска социалдемократическа партия“ |
| 38 | Партия „Общество за нова България“ |
| 39 | Партия "Евророма" |
| 40 | Партия „Море“ |
| 41 | Партия „Обединен блок на труда „Български лейбъристи““ |
| 42 | Партия „Възраждане“ |
| 43 | Партия „СДП“ |
| 44 | Партия "Съюз на свободните демократи“ |
| 45 | Коалиция „България на регионите“ |
| 46 | Партия „Консервативна България“ |
| 47 | Партия „Българска социалдемокрация – Евролевица“ |
| 48 | Партия „Атака“ |
| 49 | Партия „Свобода“ |
| 50 | Партия „Съюз на патриотичните сили „Защита““ |
| 51 | Партия „Земеделски съюз „Александър Стамболийски““ |
| 52 | Партия „Българска нова демокрация“ |
| 53 | Социалистическа партия „Български път“ |
| 54 | Партия „Движение „Напред България““ |
| 55 | Партия „Движение „Нашият град““ (Кричим) |
| 56 | Партия „Спаси София“ |
| 58 | Партия „Новото време“ |
| 59 | Партия „Воля“ |
| 60 | Партия „НДПС“ |
| 61 | Коалиция „Неутрална България – Комунистическа партия на България, Българска комунистическа партия, Партия на българските комунисти, Нова сила, Русофили за възраждане на Отечеството" |
| 62 | Партия „Ред, законност и справедливост“ |
| 63 | Партия „МИР“ |
| 64 | Партия „Глас народен“ |
| 65 | Партия „Движение демократично действие – Д3“ |
| 66 | Коалиция „Продължаваме промяната – Демократична България“ |
| 67 | Партия „Величие“ |

Бюлетините са 4 вида:
1. за кмет на община,
2. за общински съветници,
3. за кмет на кметство,
4. за районен кмет.

В зависимост от населеното място се използват 2 или 3 вида от тях. Във всички населени места се гласува с № 1 и 2, а в някои - допълнително с № 3 или 4.
В населените места, за които кандидатът за кмет е издигнат от коалиция или инициативен комитет, номерът в бюлетината за кмет е различен от този, който е изтеглен от ЦИК за партиите и коалициите.

## Кандидати за кметове на общини

### Югозападен район

#### Област София–Столична община
| Име              | Портрет | Партия, коалиция или ИК |
| ---------------- | ------- | --- |
| Александър Томов |         | Българска социалдемокрация – Евролевица |
| Антон Хекимян    |         | Коалиция „ГЕРБ – СДС“ |
| Асен Ангелов     |         | СБОР |
| Ваня Григорова   |         | 16 партии – коалиция „БСП за България“ (БСП, ПК „Екогласност“ и ПК „Тракия“), коалиция „Левицата!“ (АБВ, „Изправи се, България“ и „Движение 21“), коалиция „Неутрална България“ (Комунистическа партия на България, БКП (Владимир Спасов), Партия на българските комунисти, „Нова сила“ и „Русофили за възраждане на Отечеството“), коалиция „Алтернативата на гражданите“ („Зелена партия“, „Българската левица“, „Обединена социалдемокрация“, „Движение за социален хуманизъм“) и партия „Атака“ |
| Васил Терзиев    |         | ПП, ДБ и „Спаси София“ (подкрепен от гражданска инициатива „Екипът на София“) |
| Виолета Комитова |         | Български възход |
| Вили Лилков      |         | Коалиция „Синя София“ (Консервативно обединение на десницата, Движение „Демократично действие“, Български демократически форум). Зад кандидатурата застават още БЗНС-София, НДСВ, ССД, БНД, РДП, Атлантическият съвет в България и Съюзът на репресираните. |
| Георги Неделчев  |         | Български съюз за директна демокрация |
| Деян Николов     |         | Възраждане |
| Емил Атанасов    |         | Български социалдемократи |
| Ивайло Вълчев    |         | „Има такъв народ“ |
| Калин Крулев     |         | Общество за нова България |
| Камен Дюлгеров   |         | „Български гласъ“ |
| Карлос Контрера  |         | ВМРО-БНД |
| Красимир Стойчев |         | Партия на зелените |
| Мажд Алгафари    |         | Коалиция „Граждани за Общината“ |
| Мария Колева     |         | „Правото“ |
| Никола Вапцаров  |         | „Изправи се, България“ |
| Петър Клисаров   |         | Пряка демокрация |
| Радостин Василев |         | Инициативен комитет |
| Светослав Витков |         | Глас народен |
| Симеон Ананиев   |         | МИР |
| Теодор Дечев     |         | Българска социалдемократическа партия |

### Южен централен район

#### Област Пловдив
Кандидати за кметове на общини в област Пловдив:
| Асеновград | Име                         | Портрет | Партия, коалиция или ИК                                    |
| ---------- | --------------------------- | ------- | ---------------------------------------------------------- |
| Асеновград | Апостол Панков Тименов      |         | Местна коалиция „Български възход, Консервативна България“ |
| Асеновград | Валентин Александров Ройнов |         | Коалиция „Граждани за общината“                            |
| Асеновград | Димитър Валентинов Гюрев    |         | Възраждане                                                 |
| Асеновград | Димитър Йорданов Янев       |         | Коалиция „Продължаваме промяната – Демократична България“  |
| Асеновград | Несрин Рамаданова-Юмерова   |         | Движение за права и свободи                                |
| Асеновград | Огнян Петров Найденов       |         | Коалиция „Левицата!“                                       |
| Асеновград | Петко Василев Чирпанлиев    |         | Коалиция „БСП за България“                                 |
| Асеновград | Фикрет Хюдаетов Шабанов     |         | Национално движение за права и свободи                     |
| Асеновград | Христо Грудев Грудев        |         | ГЕРБ                                                       |

| Пловдив | Име                     | Портрет | Партия, коалиция или ИК                                                                                    |
| ------- | ----------------------- | ------- | --- |
| Пловдив | Ангел Георгиев          |         | Възраждане                                                                                                 |
| Пловдив | Атанас Бояджиев         |         | Коалиция „Левицата!“                                                                                       |
| Пловдив | Борис Лозанов           |         | Национално движение за стабилност и възход                                                                 |
| Пловдив | Ивайло Старибратов      |         | Коалиция „Продължаваме промяната – Демократична България“                                                  |
| Пловдив | Иван Калоферов          |         | „Демократично Действие“ – ДЗ                                                                               |
| Пловдив | Костадин Димитров       |         | ГЕРБ |
| Пловдив | Костадин Палазов        |         | Българска социалистическа партия                                                                           |
| Пловдив | Красимир Асенов         |         | Движение за права и свободи                                                                                |
| Пловдив | Николай Иванов          |         | Пряка демокрация                                                                                           |
| Пловдив | Петър Петров            |         | Българска социалдемокрация – Евролевица                                                                    |
| Пловдив | Руси Чернев             |         | Консервативна България                                                                                     |
| Пловдив | Савина Петкова          |         | Българска прогресивна линия                                                                                |
| Пловдив | Славчо Атанасов         |         | Коалиция „Съединени за Пловдив“ („Кауза Пловдив“, ЗС „Александър Стамболийски“, ВМРО-БНД, „Новите лидери“) |
| Пловдив | Станислав Балабанов     |         | „Има такъв народ“                                                                                          |
| Пловдив | Стефан Станев           |         | МИР |
| Пловдив | Тодор Чонов             |         | Свобода |
| Пловдив | Юлияна Рангелова-Илиева |         | Глас народен                                                                                               |
| Пловдив | Яни Иванов              |         | Коалиция „Алтернатива за Пловдив“                                                                          |

#### Област Кърджали
Кандидати за кметове на общини в област Кърджали:
| Кърджали | Име                     | Портрет | Партия, коалиция или ИК                                   |
| -------- | ----------------------- | ------- | --------------------------------------------------------- |
| Кърджали | Даниела Петрова         |         | Възраждане                                                |
| Кърджали | Ерол Мюмюн              |         | Движение за права и свободи                               |
| Кърджали | Гюлшен Садула           |         | Национално движение за права и свободи                    |
| Кърджали | Константина Карабоюкова |         | Българска социалистическа партия                          |
| Кърджали | Никола Чанев            |         | ГЕРБ                                                      |
| Кърджали | Шабан Исмаил            |         | Коалиция „Продължаваме промяната – Демократична България“ |

#### Област Пазарджик
Кандидати за кметове на общини в област Пазарджик:
| Батак | Име               | Портрет | Партия, коалиция или ИК    |
| ----- | ----------------- | ------- | -------------------------- |
| Батак | Борис Чинев       |         | „Български възход“         |
| Батак | Георги Харизанов  |         | Коалиция „БСП за България“ |
| Батак | Димитър Балабанов |         | ГЕРБ                       |
| Батак | Илия Манолев      |         | Обединени земеделци        |

| Белово | Име              | Портрет | Партия, коалиция или ИК                                   |
| ------ | ---------------- | ------- | --------------------------------------------------------- |
| Белово | Валери Петракиев |         | Коалиция „Продължаваме промяната – Демократична България“ |
| Белово | Валери Спасов    |         | Свобода                                                   |
| Белово | Костадин Варев   |         | Съюз на демократичните сили                               |
| Белово | Стефан Якимов    |         | Движение „Нашият град“                                    |
| Белово | Стойко Стефанов  |         | Местна коалиция „Алтернативата на гражданите“             |
| Белово | Стоян Троянов    |         | Възраждане                                                |

| Брацигово | Име              | Портрет | Партия, коалиция или ИК              |
| --------- | ---------------- | ------- | ------------------------------------ |
| Брацигово | Атанас Атанасов  |         | Възраждане                           |
| Брацигово | Йордан Михайлов  |         | Обединени земеделци                  |
| Брацигово | Мария Мадарова   |         | Движение „Нашият град“               |
| Брацигово | Мильо Милев      |         | ВМРО – Българско национално движение |
| Брацигово | Надежда Казакова |         | ГЕРБ                                 |

| Велинград | Име            | Портрет | Партия, коалиция или ИК                                   |
| --------- | -------------- | ------- | --------------------------------------------------------- |
| Велинград | Данчо Гурдев   |         | Коалиция „Продължаваме промяната – Демократична България“ |
| Велинград | Иван Маринов   |         | Възраждане                                                |
| Велинград | Костадин Коев  |         | ГЕРБ                                                      |
| Велинград | Радослав Димов |         | Коалиция „ССД, БЗНС“                                      |

| Лесичово | Име             | Портрет | Партия, коалиция или ИК    |
| -------- | --------------- | ------- | -------------------------- |
| Лесичово | Благо Ангелов   |         | Има такъв народ            |
| Лесичово | Васил Дамянов   |         | Пряка демокрация           |
| Лесичово | Димитър Дръндев |         | Коалиция „БСП за България“ |
| Лесичово | Мариела Петрова |         | Възраждане                 |
| Лесичово | Серьожа Лазаров |         | Местна коалиция „ССД“      |

| Пазарджик | Име                 | Портрет | Партия, коалиция или ИК                                                      |
| --------- | ------------------- | ------- | ---------------------------------------------------------------------------- |
| Пазарджик | Ангел Василев       |         | „Пряка демокрация“                                                           |
| Пазарджик | Благо Солов         |         | Коалиция „Заедно за силна община“                                            |
| Пазарджик | Борислав Даскалов   |         | „Бъдеще за Родината“                                                         |
| Пазарджик | Десислава Георгиева |         | Възраждане                                                                   |
| Пазарджик | Десислава Тодорова  |         | Партия на зелените                                                           |
| Пазарджик | Иван Папазов        |         | Земеделски съюз „Александър Стамболийски“                                    |
| Пазарджик | Петър Куленски      |         | Коалиция „Продължаваме промяната – Демократична България“                    |
| Пазарджик | Тинко Василев       |         | „Има такъв народ“                                                            |
| Пазарджик | Тодор Попов         |         | Местна коалиция „Новото време“                                               |
| Пазарджик | Трендафил Величков  |         | Движение „Нашият град“                                                       |
| Пазарджик | Цоко Цоков          |         | Коалиция „БСП за България“                                                   |
| Пазарджик | Чавдар Чавдаров     |         | Местна коалиция „Земеделски народен съюз, Движение „България на гражданите““ |

| Панагюрище | Име             | Портрет | Партия, коалиция или ИК |
| ---------- | --------------- | ------- | ----------------------- |
| Панагюрище | Желязко Гагов   |         | Инициативен комитет     |
| Панагюрище | Никола Белишки  |         | ГЕРБ                    |
| Панагюрище | Цвятко Стефанов |         | Възраждане              |

| Пещера | Име                      | Портрет | Партия, коалиция или ИК                                                 |
| ------ | ------------------------ | ------- | ----------------------------------------------------------------------- |
| Пещера | Димитър Батаклиев        |         | ГЕРБ                                                                    |
| Пещера | Йордан Младенов          |         | Инициативен комитет                                                     |
| Пещера | Мария Джуркова-Пискюлева |         | Възраждане                                                              |
| Пещера | Николай Пенев            |         | Местна коалиция „СДС, БЗНС, Движение „Гергьовден“, ДБГ, БДС „Радикали““ |
| Пещера | Стоян Мадин              |         | Коалиция „Продължаваме промяната – Демократична България“               |

| Ракитово | Име             | Портрет | Партия, коалиция или ИК |
| -------- | --------------- | ------- | ----------------------- |
| Ракитово | Георги Холянов  |         | БЗНС                    |
| Ракитово | Димитър Андонов |         | Има такъв народ         |
| Ракитово | Момчил Хаджиев  |         | Възраждане              |

| Септември | Име               | Портрет | Партия, коалиция или ИК                                                                               |
| --------- | ----------------- | ------- | --- |
| Септември | Васка Рачева      |         | Местна коалиция „Развитие за Септември и региона“ (Обединени земеделци, ГЕРБ, Консервативна България) |
| Септември | Даниела Малешкова |         | МИР                                                                                                   |
| Септември | Иванка Кърджийска |         | Възраждане                                                                                            |
| Септември | Кузо Божинов      |         | Местна коалиция „СДС, ДБГ, ВМРО-БНД, ЗНС“                                                             |

| Стрелча | Име           | Портрет | Партия, коалиция или ИК                   |
| ------- | ------------- | ------- | ----------------------------------------- |
| Стрелча | Георги Павлов |         | Инициативен комитет                       |
| Стрелча | Иван Вучев    |         | Земеделски съюз „Александър Стамболийски“ |

| Сърница | Име        | Портрет | Партия, коалиция или ИК     |
| ------- | ---------- | ------- | --------------------------- |
| Сърница | Неби Бозов |         | Движение за права и свободи |

#### Област Хасково
Кандидати за кметове на общини в област Хасково:
| Димитровград | Име             | Портрет | Партия, коалиция или ИК                                   |
| ------------ | --------------- | ------- | --------------------------------------------------------- |
| Димитровград | Венета Стоянова |         | „Възраждане“                                              |
| Димитровград | Иво Димов       |         | ГЕРБ                                                      |
| Димитровград | Калоян Добрев   |         | Коалиция „Продължаваме промяната – Демократична България“ |
| Димитровград | Пламен Пасков   |         | Коалиция „Граждани за общината“                           |
| Димитровград | Пламен Пенев    |         | Коалиция „БСП за България“                                |
| Димитровград | Стефан Димитров |         | Коалиция „Алтернатива на гражданите“                      |

| Хасково | Име             | Портрет | Партия, коалиция или ИК                               |
| ------- | --------------- | ------- | ----------------------------------------------------- |
| Хасково | Георги Георгиев |         | „Възраждане“                                          |
| Хасково | Георги Иванов   |         | Местна инициативна група и партия „Български гласъ“   |
| Хасково | Иван Иванов     |         | „Има такъв народ“                                     |
| Хасково | Николай Ставрев |         | Коалиция „Спаси Хасково, БСП, Продължаваме промяната“ |
| Хасково | Станислав Дечев |         | ГЕРБ                                                  |

### Югоизточен район

#### Област Бургас
Кандидати за кметове на общини в област Бургас:
| Бургас | Име                   | Портрет | Партия, коалиция или ИК                                                     |
| ------ | --------------------- | ------- | --------------------------------------------------------------------------- |
| Бургас | Александър Бояджийски |         | Български съюз за директна демокрация                                       |
| Бургас | Живко Табаков         |         | Коалиция „Движение „България на гражданите“, Неутрална България, Левицата!“ |
| Бургас | Ивайло Атанасов       |         | „Свобода“                                                                   |
| Бургас | Йордан Георгиев       |         | Местна коалиция „Граждани за общината“                                      |
| Бургас | Константин Бачийски   |         | Средна европейска класа                                                     |
| Бургас | Димитър Найденов      |         | Инициативен комитет                                                         |
| Бургас | Димитър Николов       |         | ГЕРБ                                                                        |
| Бургас | Радостин Долчинков    |         | МИР                                                                         |
| Бургас | Станимир Баев         |         | Коалиция „БСП за България“                                                  |
| Бургас | Стоян Грозев          |         | „Български възход“                                                          |
| Бургас | Тодор Ангелов         |         | Възраждане                                                                  |
| Бургас | Тодор Иванов          |         | „Има такъв народ“                                                           |

| Несебър | Име                   | Портрет | Партия, коалиция или ИК               |
| ------- | --------------------- | ------- | ------------------------------------- |
| Несебър | Георги Манолов        |         | Съюз на свободните демократи          |
| Несебър | Георги Шишманидов     |         | НДСВ                                  |
| Несебър | Звезделина Каравелова |         | Възраждане                            |
| Несебър | Иван Дашев            |         | Български съюз за директна демокрация |
| Несебър | Николай Димитров      |         | Инициативен комитет                   |
| Несебър | Румен Кулев           |         | Български гласъ                       |
| Несебър | Кръстьо Пеев          |         | СБОР                                  |

| Поморие | Име                 | Портрет | Партия, коалиция или ИК                    |
| ------- | ------------------- | ------- | ------------------------------------------ |
| Поморие | Ангелина Мерджанова |         | „Български възход“                         |
| Поморие | Веселин Анестиев    |         | Коалиция „ЗНС, „ПП – ДБ“, Има такъв народ“ |
| Поморие | Димитър Петков      |         | Възраждане                                 |
| Поморие | Иван Алексиев       |         | ГЕРБ                                       |
| Поморие | Янчо Славов         |         | Коалиция „Левицата!“                       |

### Североизточен район

#### Област Варна
Кандидати за кметове на общини в област Варна:
| Аврен | Име              | Портрет | Партия, коалиция или ИК     |
| ----- | ---------------- | ------- | --------------------------- |
| Аврен | Емануил Манолов  |         | ГЕРБ                        |
| Аврен | Кадир Кадир      |         | Движение за права и свободи |
| Аврен | Мирослав Коларов |         | Коалиция „БСП за България“  |

| Аксаково | Име            | Портрет | Партия, коалиция или ИК |
| -------- | -------------- | ------- | ----------------------- |
| Аксаково | Атанас Стоилов |         | ГЕРБ                    |
| Аксаково | Володя Дамянов |         | „Има такъв народ“       |
| Аксаково | Галин Иванов   |         | Възраждане              |

| Белослав | Име          | Портрет | Партия, коалиция или ИК |
| -------- | ------------ | ------- | ----------------------- |
| Белослав | Деян Иванов  |         | ГЕРБ                    |
| Белослав | Кирил Иванов |         | Възраждане              |

| Бяла | Име           | Портрет | Партия, коалиция или ИК         |
| ---- | ------------- | ------- | ------------------------------- |
| Бяла | Велико Митев  |         | Възраждане                      |
| Бяла | Илиян Цонев   |         | Коалиция „Граждани за Общината“ |
| Бяла | Пеньо Ненов   |         | ГЕРБ                            |
| Бяла | Румен Стоянов |         | „Има такъв народ“               |

| Варна | Име               | Портрет | Партия, коалиция или ИК                                   |
| ----- | ----------------- | ------- | --------------------------------------------------------- |
| Варна | Благомир Коцев    |         | Коалиция „Продължаваме промяната – Демократична България“ |
| Варна | Ивайло Костадинов |         | „Има такъв народ“                                         |
| Варна | Иван Портних      |         | ГЕРБ                                                      |
| Варна | Илия Костадинов   |         | Средна европейска класа                                   |
| Варна | Коста Стоянов     |         | Възраждане                                                |
| Варна | Мария Тодорова    |         | „Левицата!“                                               |
| Варна | Павел Раличков    |         | Българска социалистическа партия                          |
| Варна | Петър Николов     |         | „Български възход“                                        |
| Варна | Пламен Костадинов |         | Коалиция „Граждани на Общината“                           |
| Варна | Христо Димитров   |         | Коалиция „Алтернативата на гражданите“                    |

| Ветрино | Име               | Портрет | Партия, коалиция или ИК                                  |
| ------- | ----------------- | ------- | -------------------------------------------------------- |
| Ветрино | Валентина Динкова |         | Коалиция „Левицата!“                                     |
| Ветрино | Димитър Димитров  |         | ГЕРБ                                                     |
| Ветрино | Иван Иванов       |         | Възраждане                                               |
| Ветрино | Милен Георгиев    |         | Коалиция „БСП за България“ („БСП за България“, ИТН, ОНБ) |

| Вълчи дол | Име             | Портрет | Партия, коалиция или ИК                                                                    |
| --------- | --------------- | ------- | ------------------------------------------------------------------------------------------ |
| Вълчи дол | Веселин Василев |         | Коалиция „Продължаваме промяната – Демократична България“                                  |
| Вълчи дол | Георги Тронков  |         | ГЕРБ                                                                                       |
| Вълчи дол | Калоян Цветков  |         | Местна коалиция „Свобода“ („БСП за България“, ИТН, ВМРО-БНД, „Левицата!“, „Величие“, БЗНС) |
| Вълчи дол | Свилен Радев    |         | Възраждане                                                                                 |

| Девня | Име              | Портрет | Партия, коалиция или ИК                                   |
| ----- | ---------------- | ------- | --------------------------------------------------------- |
| Девня | Денис Куцаров    |         | Коалиция „Продължаваме промяната – Демократична България“ |
| Девня | Димитър Янев     |         | Коалиция „БСП за България“                                |
| Девня | Добринка Иванова |         | Коалиция „Левицата!“                                      |
| Девня | Свилен Шитов     |         | ГЕРБ                                                      |

| Долни чифлик | Име                  | Портрет | Партия, коалиция или ИК                |
| ------------ | -------------------- | ------- | -------------------------------------- |
| Долни чифлик | Валери Велинов       |         | Възраждане                             |
| Долни чифлик | Драган Димов         |         | Коалиция „Левицата!, ИТН, ВМРО-БНД“    |
| Долни чифлик | Живко Николов        |         | Коалиция „БСП за България“             |
| Долни чифлик | Красимира Анастасова |         | ГЕРБ                                   |
| Долни чифлик | Феамин Чешмеджиев    |         | Национално движение за права и свободи |

| Дългопол | Име             | Портрет | Партия, коалиция или ИК |
| -------- | --------------- | ------- | ----------------------- |
| Дългопол | Ивайло Иванов   |         | Възраждане              |
| Дългопол | Георги Георгиев |         | ГЕРБ                    |

| Провадия | Име              | Портрет | Партия, коалиция или ИК                                   |
| -------- | ---------------- | ------- | --------------------------------------------------------- |
| Провадия | Анатоли Атанасов |         | Коалиция „БСП за България“                                |
| Провадия | Анатоли Боранов  |         | Коалиция „Левицата!“                                      |
| Провадия | Дамян Неделчев   |         | Социалдемократическа партия                               |
| Провадия | Димо Димов       |         | ГЕРБ                                                      |
| Провадия | Жоро Илчев       |         | Съюз на демократичните сили                               |
| Провадия | Иван Дончев      |         | Коалиция „Продължаваме промяната – Демократична България“ |
| Провадия | Нели Никова      |         | Възраждане                                                |
| Провадия | Хюсни Адем       |         | Движение за права и свободи                               |

| Суворово | Име             | Портрет | Партия, коалиция или ИК |
| -------- | --------------- | ------- | ----------------------- |
| Суворово | Георги Иванов   |         | Възраждане              |
| Суворово | Данаил Йорданов |         | ГЕРБ                    |

#### Област Добрич
Кандидати за кметове на общини в област Добрич:
| Балчик | Име             | Портрет | Партия, коалиция или ИК                                   |
| ------ | --------------- | ------- | --------------------------------------------------------- |
| Балчик | Атанас Атанасов |         | ВМРО-БНД                                                  |
| Балчик | Димитър Николов |         | ГЕРБ                                                      |
| Балчик | Марин Попов     |         | Възраждане                                                |
| Балчик | Николай Ангелов |         | Инициативен комитет                                       |
| Балчик | Парсек Салбашян |         | Коалиция „Продължаваме промяната – Демократична България“ |

| Генерал Тошево | Име               | Портрет | Партия, коалиция или ИК                                   |
| -------------- | ----------------- | ------- | --------------------------------------------------------- |
| Генерал Тошево | Валентин Димитров |         | Българска социалистическа партия                          |
| Генерал Тошево | Георги Георгиев   |         | ГЕРБ                                                      |
| Генерал Тошево | Димчо Кръстев     |         | Атака                                                     |
| Генерал Тошево | Калинка Василева  |         | Възраждане                                                |
| Генерал Тошево | Коста Костов      |         | Местна коалиция „БЗНС, Български възход“                  |
| Генерал Тошево | Стойо Стоев       |         | Коалиция „Продължаваме промяната – Демократична България“ |

| Добрич | Име                  | Портрет | Партия, коалиция или ИК                                    |
| ------ | -------------------- | ------- | ---------------------------------------------------------- |
| Добрич | Борислав Даскалов    |         | Партия на зелените                                         |
| Добрич | Виолина Тонева       |         | Коалиция „Левицата!“                                       |
| Добрич | Георги Джендов       |         | Възраждане                                                 |
| Добрич | Делян Жечев          |         | Коалиция „Граждани за Общината“                            |
| Добрич | Йордан Апостолов     |         | Консервативна България                                     |
| Добрич | Йордан Йорданов      |         | Местна коалиция „ДБГ“ (ДБГ, ИТН, НДСВ, ССД, ГН И ВМРО-БНД) |
| Добрич | Йорданка Костадинова |         | Коалиция „Продължаваме промяната – Демократична България“  |
| Добрич | Красимир Николов     |         | ГЕРБ                                                       |
| Добрич | Нежля Амди-Ганева    |         | Движение за права и свободи                                |
| Добрич | Стоян Люцканов       |         | Коалиция „БСП за България“                                 |
| Добрич | Юлиян Георгиев       |         | Коалиция „Алтернатива на гражданите“                       |

| Добрич-селска | Име               | Портрет | Партия, коалиция или ИК                                   |
| ------------- | ----------------- | ------- | --------------------------------------------------------- |
| Добрич-селска | Диана Далакманска |         | „Има такъв народ“                                         |
| Добрич-селска | Ердинч Хаджиев    |         | Движение за права и свободи                               |
| Добрич-селска | Живко Желязков    |         | Коалиция „Продължаваме промяната – Демократична България“ |
| Добрич-селска | Иван Иванов       |         | ГЕРБ                                                      |
| Добрич-селска | Искрен Събев      |         | Възраждане                                                |
| Добрич-селска | Йонка Маринова    |         | Коалиция „Левицата!“                                      |
| Добрич-селска | Сефер Мурад       |         | Инициативен комитет                                       |
| Добрич-селска | Соня Георгиева    |         | Българска социалистическа партия                          |

| Каварна | Име               | Портрет | Партия, коалиция или ИК                                     |
| ------- | ----------------- | ------- | ----------------------------------------------------------- |
| Каварна | Елена Балтаджиева |         | ВМРО-БНД                                                    |
| Каварна | Иван Върбанов     |         | Възраждане                                                  |
| Каварна | Мария Кирякова    |         | Българска социалистическа партия                            |
| Каварна | Мима Василева     |         | Коалиция „Продължаваме промяната – Демократична България“   |
| Каварна | Нина Ставрева     |         | Местна коалиция „БПЛ, „Левицата!“, „Български възход“, ДПС“ |
| Каварна | Христо Христов    |         | ГЕРБ                                                        |
| Каварна | Цонко Цонев       |         | „Новото време“                                              |

| Крушари | Име               | Портрет | Партия, коалиция или ИК     |
| ------- | ----------------- | ------- | --------------------------- |
| Крушари | Илхан Мюстеджеб   |         | Движение за права и свободи |
| Крушари | Радослав Йорданов |         | ГЕРБ                        |
| Крушари | Тосун Аликов      |         | Възраждане                  |

| Тервел | Име             | Портрет | Партия, коалиция или ИК                                   |
| ------ | --------------- | ------- | --------------------------------------------------------- |
| Тервел | Антон Стоянов   |         | Българска социалистическа партия                          |
| Тервел | Жеко Петков     |         | Коалиция „Продължаваме промяната – Демократична България“ |
| Тервел | Исмет Абил      |         | Движение за права и свободи                               |
| Тервел | Николай Иванов  |         | Възраждане                                                |
| Тервел | Симеон Симеонов |         | ГЕРБ                                                      |
| Тервел | Урал Кязим      |         | Национално движение за права и свободи                    |

| Шабла | Име             | Портрет | Партия, коалиция или ИК          |
| ----- | --------------- | ------- | -------------------------------- |
| Шабла | Деян Димитров   |         | Българска социалистическа партия |
| Шабла | Елена Соленкова |         | Възраждане                       |
| Шабла | Кольо Никифоров |         | „Има такъв народ“                |
| Шабла | Мариян Жечев    |         | ГЕРБ                             |

#### Област Шумен
Кандидати за кметове на общини в област Шумен:
| Велики Преслав | Име               | Портрет | Партия, коалиция или ИК                                   |
| -------------- | ----------------- | ------- | --------------------------------------------------------- |
| Велики Преслав | Александър Горчев |         | Българска социалистическа партия                          |
| Велики Преслав | Валентина Гоцева  |         | Коалиция „Граждани за Общината“                           |
| Велики Преслав | Христо Кюркчиев   |         | Движение за права и свободи                               |
| Велики Преслав | Недко Недев       |         | Възраждане                                                |
| Велики Преслав | Пламен Андреев    |         | Коалиция „Продължаваме промяната – Демократична България“ |
| Велики Преслав | Янко Йорданов     |         | ГЕРБ                                                      |

| Венец | Име               | Портрет | Партия, коалиция или ИК     |
| ----- | ----------------- | ------- | --------------------------- |
| Венец | Нехрибан Ахмедова |         | Движение за права и свободи |

| Върбица | Име           | Портрет | Партия, коалиция или ИК                |
| ------- | ------------- | ------- | -------------------------------------- |
| Върбица | Мердин Байрям |         | Движение за права и свободи            |
| Върбица | Хасан Хасанов |         | Национално движение за права и свободи |

| Каолиново | Име            | Портрет | Партия, коалиция или ИК     |
| --------- | -------------- | ------- | --------------------------- |
| Каолиново | Милена Герчева |         | Възраждане                  |
| Каолиново | Назми Халид    |         | ГЕРБ                        |
| Каолиново | Нида Ахмедов   |         | Движение за права и свободи |

| Каспичан | Име             | Портрет | Партия, коалиция или ИК                                   |
| -------- | --------------- | ------- | --------------------------------------------------------- |
| Каспичан | Жечка Недялкова |         | Коалиция „Левицата!“                                      |
| Каспичан | Зелиха Марем    |         | Движение за права и свободи                               |
| Каспичан | Златин Ценков   |         | ГЕРБ                                                      |
| Каспичан | Иван Иванов     |         | Възраждане                                                |
| Каспичан | Мая Николова    |         | „Има такъв народ“                                         |
| Каспичан | Милен Марков    |         | „Български възход“                                        |
| Каспичан | Милена Недева   |         | Коалиция „БСП за България“                                |
| Каспичан | Тодор Тодоров   |         | Коалиция „Продължаваме промяната – Демократична България“ |

| Никола Козлево | Име          | Портрет | Партия, коалиция или ИК                                                                  |
| -------------- | ------------ | ------- | ---------------------------------------------------------------------------------------- |
| Никола Козлево | Исмаил Ибрям |         | Местна коалиция „ДПС – БСП за България“ (Движение за права и свободи, „БСП за България“) |
| Никола Козлево | Реджеб Вели  |         | Национално движение за права и свободи                                                   |

| Нови пазар | Име             | Портрет | Партия, коалиция или ИК                                   |
| ---------- | --------------- | ------- | --------------------------------------------------------- |
| Нови пазар | Ангел Куцаров   |         | ГЕРБ                                                      |
| Нови пазар | Айсел Руфад     |         | Движение за права и свободи                               |
| Нови пазар | Георги Георгиев |         | Коалиция „БСП за България“                                |
| Нови пазар | Захари Борачев  |         | Коалиция „Продължаваме промяната – Демократична България“ |
| Нови пазар | Саша Атанасова  |         | Възраждане                                                |

| Смядово | Име              | Портрет | Партия, коалиция или ИК                              |
| ------- | ---------------- | ------- | ---------------------------------------------------- |
| Смядово | Гинка Йорданова  |         | Движение за права и свободи                          |
| Смядово | Иванка Петрова   |         | ГЕРБ                                                 |
| Смядово | Красимир Василев |         | Възраждане                                           |
| Смядово | Христо Христов   |         | Коалиция „Граждани за Общината“ („Български възход“) |

| Хитрино | Име            | Портрет | Партия, коалиция или ИК                                   |
| ------- | -------------- | ------- | --------------------------------------------------------- |
| Хитрино | Нуридин Исмаил |         | Коалиция „Продължаваме промяната – Демократична България“ |
| Хитрино | Ферхан Шукриев |         | Движение за права и свободи                               |

| Шумен | Име               | Портрет | Партия, коалиция или ИК                                   |
| ----- | ----------------- | ------- | --------------------------------------------------------- |
| Шумен | Венцислав Венков  |         | Коалиция „Левицата!“                                      |
| Шумен | Георги Колев      |         | ГЕРБ                                                      |
| Шумен | Димитър Ковчазов  |         | Коалиция „Граждани за Общината“                           |
| Шумен | Ивайло Обретенов  |         | Възраждане                                                |
| Шумен | Красимир Костов   |         | Българска социалдемокрация – Евролевица                   |
| Шумен | Неделчо Неделчев  |         | Български съюз за директна демокрация                     |
| Шумен | Николай Колев     |         | Коалиция „Продължаваме промяната – Демократична България“ |
| Шумен | Петър Петров      |         | Общество за нова България                                 |
| Шумен | Сунай Садък       |         | Движение за права и свободи                               |
| Шумен | Христо Христов    |         | Българска социалистическа партия                          |
| Шумен | Христомир Христов |         | Местна коалиция „ДБГ“ (ДБГ, БНД, ССД и „Ние идваме“)      |

#### Област Търговище
Кандидати за кметове на общини в област Търговище:
| Антоново | Име               | Портрет | Партия, коалиция или ИК                                                                            |
| -------- | ----------------- | ------- | -------------------------------------------------------------------------------------------------- |
| Антоново | Васил Богословов  |         | ГЕРБ                                                                                               |
| Антоново | Диян Рафаилов     |         | Коалиция „БСП за България“                                                                         |
| Антоново | Ердоан Ахмедов    |         | Местна коалиция „НДПС – СДС“ (Национално движение за права и свободи, Съюз на демократичните сили) |
| Антоново | Хайредин Мехмедов |         | Движение за права и свободи                                                                        |

| Омуртаг | Име                      | Портрет | Партия, коалиция или ИК                                                                            |
| ------- | ------------------------ | ------- | -------------------------------------------------------------------------------------------------- |
| Омуртаг | Алкан Хабил              |         | Движение за права и свободи                                                                        |
| Омуртаг | Ангел Илиев              |         | Възраждане                                                                                         |
| Омуртаг | Елица Христова-Атанасова |         | Коалиция „Продължаваме промяната – Демократична България“                                          |
| Омуртаг | Ешреф Ешрефов            |         | Местна коалиция „НДПС – СДС“ (Национално движение за права и свободи, Съюз на демократичните сили) |
| Омуртаг | Мустафа Ахмедов          |         | ГЕРБ                                                                                               |
| Омуртаг | Павлинка Тасева          |         | Коалиция „БСП за България“                                                                         |

| Опака | Име             | Портрет | Партия, коалиция или ИК              |
| ----- | --------------- | ------- | ------------------------------------ |
| Опака | Андрей Цонев    |         | ГЕРБ                                 |
| Опака | Георги Буюклиев |         | Възраждане                           |
| Опака | Гюнер Ашимов    |         | Движение за права и свободи          |
| Опака | Лютфи Реянов    |         | Коалиция „Алтернатива на гражданите“ |

| Попово | Име               | Портрет | Партия, коалиция или ИК         |
| ------ | ----------------- | ------- | ------------------------------- |
| Попово | Ивайло Венков     |         | Инициативен комитет             |
| Попово | Костадин Димитров |         | Ред, законност и справедливост  |
| Попово | Людмил Веселинов  |         | Коалиция „Граждани за Общината“ |
| Попово | Юлиян Димов       |         | Възраждане                      |

| Търговище | Име             | Портрет | Партия, коалиция или ИК                                   |
| --------- | --------------- | ------- | --------------------------------------------------------- |
| Търговище | Васил Иванов    |         | „Има такъв народ“                                         |
| Търговище | Дарин Димитров  |         | ГЕРБ                                                      |
| Търговище | Красимир Русев  |         | „Свобода“                                                 |
| Търговище | Маринела Динева |         | Партия на зелените                                        |
| Търговище | Радослав Бойчев |         | Инициативен комитет (подкрепен от „Възраждане“ и БСП)     |
| Търговище | Стефан Асенов   |         | Коалиция „Продължаваме промяната – Демократична България“ |

### Северен централен район

#### Област Русе
Кандидати за кметове на общини в област Русе:
| Бяла | Име                         | Портрет | Партия, коалиция или ИК                                   |
| ---- | --------------------------- | ------- | --------------------------------------------------------- |
| Бяла | Айлян Раифова Карамехмедова |         | Движение за права и свободи                               |
| Бяла | Георги Божков Начев         |         | Коалиция „Продължаваме промяната – Демократична България“ |
| Бяла | Георги Петров Дяков         |         | Коалиция „Алтернативата на гражданите“                    |
| Бяла | Димитър Крумов Славов       |         | ГЕРБ                                                      |
| Бяла | Димитър Милев Димитров      |         | Възраждане                                                |
| Бяла | Красимира Йорданова Пенева  |         | Българска социалистическа партия                          |
| Бяла | Стойчо Валентинов Минков    |         | Има такъв народ                                           |

| Русе | Име                 | Портрет | Партия, коалиция или ИК                                                                                  |
| ---- | ------------------- | ------- | --- |
| Русе | Айдоан Джелил       |         | Движение за права и свободи                                                                              |
| Русе | Анатоли Станев      |         | „Има такъв народ“                                                                                        |
| Русе | Борислав Българинов |         | Съюз на свободните демократи                                                                             |
| Русе | Здравко Паскалиев   |         | Средна европейска класа                                                                                  |
| Русе | Златан Златанов     |         | Възраждане                                                                                               |
| Русе | Иван Иванов         |         | ГЕРБ |
| Русе | Илиян Илиев         |         | Национално движение за стабилност и възход                                                               |
| Русе | Искрен Веселинов    |         | Коалиция „България на регионите“ (ВМРО-БНД, Консервативна България, Съюз на патриотичните сили „Защита“) |
| Русе | Кристиян Вълчев     |         | Движение „Гергьовден“                                                                                    |
| Русе | Пенчо Милков        |         | Българска социалистическа партия                                                                         |
| Русе | Рена Стефанова      |         | Коалиция „Продължаваме промяната – Демократична България“                                                |
| Русе | Станимир Станчев    |         | Съюз на демократичните сили                                                                              |

#### Област Разград
Кандидати за кметове на общини в област Разград:
| Завет | Име             | Портрет | Партия, коалиция или ИК                                   |
| ----- | --------------- | ------- | --------------------------------------------------------- |
| Завет | Ахтер Велиев    |         | Движение за права и свободи                               |
| Завет | Нихат Расим     |         | Коалиция „Продължаваме промяната – Демократична България“ |
| Завет | Сунай Караюсеин |         | ГЕРБ                                                      |

| Исперих | Име           | Портрет | Партия, коалиция или ИК                                   |
| ------- | ------------- | ------- | --------------------------------------------------------- |
| Исперих | Белгин Шукри  |         | Движение за права и свободи                               |
| Исперих | Зейти Мехмед  |         | Коалиция „Продължаваме промяната – Демократична България“ |
| Исперих | Сали Назиф    |         | ГЕРБ                                                      |
| Исперих | Стойчо Ганчев |         | Възраждане                                                |

| Кубрат | Име               | Портрет | Партия, коалиция или ИК                                   |
| ------ | ----------------- | ------- | --------------------------------------------------------- |
| Кубрат | Алкин Неби        |         | Движение за права и свободи                               |
| Кубрат | Борислав Борисов  |         | ГЕРБ                                                      |
| Кубрат | Бюрхан Исмаилов   |         | Българска нова демокрация                                 |
| Кубрат | Иван Борисов      |         | Коалиция „БСП за България“                                |
| Кубрат | Йорданка Христова |         | Възраждане                                                |
| Кубрат | Красимир Христов  |         | БЗНС                                                      |
| Кубрат | Танжу Фетта       |         | Коалиция „Продължаваме промяната – Демократична България“ |

| Лозница | Име            | Портрет | Партия, коалиция или ИК     |
| ------- | -------------- | ------- | --------------------------- |
| Лозница | Айдън Шабанов  |         | ГЕРБ                        |
| Лозница | Бисер Стефанов |         | Инициативен комитет         |
| Лозница | Севгин Шукри   |         | Движение за права и свободи |
| Лозница | Стефан Хинков  |         | Възраждане                  |

| Разград | Име                       | Портрет | Партия, коалиция или ИК                                                  |
| ------- | ------------------------- | ------- | ------------------------------------------------------------------------ |
| Разград | Валентин Василев          |         | Коалиция „Заедно за силна община“ (Републиканци за България, Зелен съюз) |
| Разград | Васил Петров              |         | „Български гласъ“                                                        |
| Разград | Галина Георгиева-Маринова |         | ГЕРБ                                                                     |
| Разград | Георги Димитров           |         | Свобода                                                                  |
| Разград | Добрин Добрев             |         | Българска социалистическа партия                                         |
| Разград | Калоян Монев              |         | МИР                                                                      |
| Разград | Мария Господинова         |         | „Има такъв народ“                                                        |
| Разград | Мирослав Грънчаров        |         | Коалиция „Продължаваме промяната – Демократична България“                |
| Разград | Симеон Изворов            |         | Коалиция „Левицата!“                                                     |
| Разград | Хабибе Расим              |         | Движение за права и свободи                                              |

| Самуил | Име           | Портрет | Партия, коалиция или ИК                                   |
| ------ | ------------- | ------- | --------------------------------------------------------- |
| Самуил | Джевдет Азис  |         | Движение за права и свободи                               |
| Самуил | Петър Василев |         | Коалиция „Продължаваме промяната – Демократична България“ |

| Цар Калоян | Име             | Портрет | Партия, коалиция или ИК                                   |
| ---------- | --------------- | ------- | --------------------------------------------------------- |
| Цар Калоян | Ангел Ангелов   |         | ГЕРБ                                                      |
| Цар Калоян | Дауд Аляовлу    |         | Движение за права и свободи                               |
| Цар Калоян | Исмаил Касабов  |         | Коалиция „Продължаваме промяната – Демократична България“ |
| Цар Калоян | Найден Късов    |         | Коалиция „БСП за България“                                |
| Цар Калоян | Сияна Йорданова |         | Възраждане                                                |

#### Област Силистра
Кандидати за кметове на общини в област Силистра:
| Алфатар | Име                | Портрет | Партия, коалиция или ИК          |
| ------- | ------------------ | ------- | -------------------------------- |
| Алфатар | Веселин Гарабински |         | Коалиция „Левицата!“             |
| Алфатар | Грета Данкова      |         | Възраждане                       |
| Алфатар | Калоян Янков       |         | Българска социалистическа партия |
| Алфатар | Янка Господинова   |         | ГЕРБ                             |

| Главиница | Име            | Портрет | Партия, коалиция или ИК          |
| --------- | -------------- | ------- | -------------------------------- |
| Главиница | Невзат Бедриев |         | ГЕРБ                             |
| Главиница | Неждет Ниази   |         | Движение за права и свободи      |
| Главиница | Соня Петкова   |         | Българска социалистическа партия |

| Дулово | Име            | Портрет | Партия, коалиция или ИК           |
| ------ | -------------- | ------- | --------------------------------- |
| Дулово | Невхис Мустафа |         | Движение за права и свободи       |
| Дулово | Станю Христов  |         | Възраждане                        |
| Дулово | Тамер Хасан    |         | Коалиция „Заедно за силна община“ |
| Дулово | Юксел Ахмед    |         | ГЕРБ                              |

| Кайнарджа | Име         | Портрет | Партия, коалиция или ИК     |
| --------- | ----------- | ------- | --------------------------- |
| Кайнарджа | Любен Сивев |         | ГЕРБ                        |
| Кайнарджа | Наим Наимов |         | Движение за права и свободи |

| Силистра | Име                  | Портрет | Партия, коалиция или ИК                                   |
| -------- | -------------------- | ------- | --------------------------------------------------------- |
| Силистра | Александър Сабанов   |         | Инициативен комитет                                       |
| Силистра | Георги Георгиев      |         | Пряка демокрация                                          |
| Силистра | Ивелин Иванов        |         | ГЕРБ                                                      |
| Силистра | Мария Илчева-Иванова |         | Коалиция „Продължаваме промяната – Демократична България“ |
| Силистра | Петко Добрев         |         | Възраждане                                                |

| Ситово | Име             | Портрет | Партия, коалиция или ИК                           |
| ------ | --------------- | ------- | ------------------------------------------------- |
| Ситово | Еда Самиева     |         | ГЕРБ                                              |
| Ситово | Енчо Дойков     |         | Възраждане                                        |
| Ситово | Сезгин Алиибрям |         | Движение за права и свободи                       |
| Ситово | Янко Къров      |         | Коалиция „БСП, Има такъв народ, Български възход“ |

| Тутракан | Име                 | Портрет | Партия, коалиция или ИК         |
| -------- | ------------------- | ------- | ------------------------------- |
| Тутракан | Данаил Николов      |         | БСП                             |
| Тутракан | Димитър Димитров    |         | Възраждане                      |
| Тутракан | Димитър Стефанов    |         | Инициативен комитет             |
| Тутракан | Илко Илиев          |         | ВМРО-БНД                        |
| Тутракан | Кристиян Калчев     |         | Свобода                         |
| Тутракан | Нехат Кантаров      |         | Движение за права и свободи     |
| Тутракан | Теменужка Георгиева |         | Коалиция „Граждани за Общината“ |

#### Област Велико Търново
Кандидати за кметове на общини в област Велико Търново:
| Велико Търново | Име               | Портрет | Партия, коалиция или ИК                                   |
| -------------- | ----------------- | ------- | --------------------------------------------------------- |
| Велико Търново | Боряна Аврамова   |         | Консервативно обединение на десницата                     |
| Велико Търново | Венцислав Фоти    |         | „Български възход“                                        |
| Велико Търново | Даниел Панов      |         | ГЕРБ                                                      |
| Велико Търново | Ирена Стасинопулу |         | Коалиция „БСП за България“                                |
| Велико Търново | Йордан Терзийски  |         | Коалиция „Продължаваме промяната – Демократична България“ |
| Велико Търново | Милен Михов       |         | ВМРО-БНД                                                  |
| Велико Търново | Момчил Иванов     |         | „Има такъв народ“                                         |
| Велико Търново | Стилян Найденов   |         | Възраждане                                                |

| Горна Оряховица | Име              | Портрет | Партия, коалиция или ИК                                   |
| --------------- | ---------------- | ------- | --------------------------------------------------------- |
| Горна Оряховица | Даниел Спасов    |         | „Български възход“                                        |
| Горна Оряховица | Добромир Добрев  |         | ГЕРБ                                                      |
| Горна Оряховица | Емил Дачков      |         | Възраждане                                                |
| Горна Оряховица | Йордан Аврамов   |         | „Глас народен“                                            |
| Горна Оряховица | Йордан Байчев    |         | Коалиция „Продължаваме промяната – Демократична България“ |
| Горна Оряховица | Йордан Михтиев   |         | Коалиция „Неутрална България“                             |
| Горна Оряховица | Йордан Яков      |         | Българска социалдемокрация – Евролевица                   |
| Горна Оряховица | Мирослав Христов |         | МИР                                                       |
| Горна Оряховица | Николай Рашков   |         | Пряка демокрация                                          |
| Горна Оряховица | Огнян Стоянов    |         | Коалиция „БСП за България“ и „Левицата!“                  |
| Горна Оряховица | Стефчо Алипиев   |         | Движение за права и свободи                               |

| Златарица | Име              | Портрет | Партия, коалиция или ИК              |
| --------- | ---------------- | ------- | ------------------------------------ |
| Златарица | Георги Джуров    |         | Възраждане                           |
| Златарица | Пенчо Чанев      |         | Местна коалиция „ВМРО-БНД, ИТН, ЗНС“ |
| Златарица | Петър Ганев      |         | Коалиция „БСП за България“           |
| Златарица | Стефан Бранзелов |         | ГЕРБ                                 |
| Златарица | Христина Ганчева |         | Движение за права и свободи          |

| Елена | Име            | Портрет | Партия, коалиция или ИК                                   |
| ----- | -------------- | ------- | --------------------------------------------------------- |
| Елена | Даниел Василев |         | Коалиция „БСП за България“                                |
| Елена | Дилян Млъзев   |         | ГЕРБ                                                      |
| Елена | Иван Иванов    |         | Възраждане                                                |
| Елена | Илия Илиев     |         | Коалиция „Продължаваме промяната – Демократична България“ |
| Елена | Мартин Донков  |         | Инициативен комитет                                       |
| Елена | Михаил Михалев |         | „Има такъв народ“                                         |
| Елена | Петър Димитров |         | Местна коалиция „Български възход“                        |

| Лясковец | Име              | Портрет | Партия, коалиция или ИК                                   |
| -------- | ---------------- | ------- | --------------------------------------------------------- |
| Лясковец | Андрей Картунов  |         | Българска прогресивна линия                               |
| Лясковец | Антонио Кръстев  |         | Инициативен комитет                                       |
| Лясковец | Васил Христов    |         | Земеделски съюз „Александър Стамболийски“                 |
| Лясковец | Емилия Жилиева   |         | Местна коалиция „БСП за България, ИТН и МИР“              |
| Лясковец | Петър Зангов     |         | ВМРО-БНД                                                  |
| Лясковец | Румен Карагеуров |         | „Български възход“                                        |
| Лясковец | Сергей Добрев    |         | Коалиция „Продължаваме промяната – Демократична България“ |
| Лясковец | Христо Гугучков  |         | Възраждане                                                |

| Павликени | Име                | Портрет | Партия, коалиция или ИК                       |
| --------- | ------------------ | ------- | --------------------------------------------- |
| Павликени | Андрей Илиев       |         | Движение за права и свободи                   |
| Павликени | Венцислав Георгиев |         | ГЕРБ                                          |
| Павликени | Емануил Манолов    |         | Коалиция „БСП за България“                    |
| Павликени | Огнян Георгиев     |         | Възраждане                                    |
| Павликени | Стела Стефанова    |         | Местна коалиция „Съюз на демократичните сили“ |
| Павликени | Цанко Цонев        |         | Местна коалиция „Заедно за силна община“      |

| Полски Тръмбеш | Име               | Портрет | Партия, коалиция или ИК                                   |
| -------------- | ----------------- | ------- | --------------------------------------------------------- |
| Полски Тръмбеш | Георги Чакъров    |         | Инициативен комитет                                       |
| Полски Тръмбеш | Йордан Атанасов   |         | Социалистическа партия „Български път“                    |
| Полски Тръмбеш | Снежана Стефанова |         | Възраждане                                                |
| Полски Тръмбеш | Стефан Спасов     |         | Коалиция „Продължаваме промяната – Демократична България“ |

| Свищов | Име               | Портрет | Партия, коалиция или ИК                                   |
| ------ | ----------------- | ------- | --------------------------------------------------------- |
| Свищов | Генчо Генчев      |         | ГЕРБ                                                      |
| Свищов | Емилия Цветанова  |         | „Има такъв народ“                                         |
| Свищов | Младен Лисичев    |         | Коалиция „БСП за България“                                |
| Свищов | Светослав Тодоров |         | Възраждане                                                |
| Свищов | Стефан Проданов   |         | Коалиция „Продължаваме промяната – Демократична България“ |

| Стражица | Име              | Портрет | Партия, коалиция или ИК                 |
| -------- | ---------------- | ------- | --------------------------------------- |
| Стражица | Анатолий Маринов |         | Възраждане                              |
| Стражица | Йордан Цонев     |         | Местна коалиция „България на регионите“ |

| Сухиндол | Име            | Портрет | Партия, коалиция или ИК |
| -------- | -------------- | ------- | ----------------------- |
| Сухиндол | Димитър Гърбов |         | ГЕРБ                    |
| Сухиндол | Евгени Златев  |         | Възраждане              |
| Сухиндол | Пламен Чернев  |         | Инициативен комитет     |

#### Област Габрово
Кандидати за кметове на общини в област Габрово:
| Габрово | Име               | Портрет | Партия, коалиция или ИК                                   |
| ------- | ----------------- | ------- | --------------------------------------------------------- |
| Габрово | Даниел Петров     |         | Възраждане                                                |
| Габрово | Мариян Костадинов |         | Коалиция „Заедно за силна община“                         |
| Габрово | Мелекбер Велева   |         | Движение за права и свободи                               |
| Габрово | Николай Григоров  |         | Коалиция „Левицата!“                                      |
| Габрово | Николай Косев     |         | Коалиция „БСП за България“                                |
| Габрово | Пепа Сомлева      |         | Коалиция „Граждани за общината“                           |
| Габрово | Ралица Манолова   |         | Коалиция „Продължаваме промяната – Демократична България“ |
| Габрово | Таня Христова     |         | ГЕРБ                                                      |

| Дряново | Име                    | Портрет | Партия, коалиция или ИК                |
| ------- | ---------------------- | ------- | -------------------------------------- |
| Дряново | Александър Александров |         | Възраждане                             |
| Дряново | Иван Марев             |         | ГЕРБ                                   |
| Дряново | Мирослав Семов         |         | Свобода                                |
| Дряново | Михаил Ганчев          |         | „Български възход“                     |
| Дряново | Румен Иванов           |         | МИР                                    |
| Дряново | Светлана Лакова        |         | Социалистическа партия „Български път“ |
| Дряново | Трифон Панчев          |         | Коалиция „БСП за България“             |

| Севлиево | Име                           | Портрет | Партия, коалиция или ИК                                   |
| -------- | ----------------------------- | ------- | --------------------------------------------------------- |
| Севлиево | Анатоли Антонов               |         | Свобода                                                   |
| Севлиево | Богомил Петков                |         | Коалиция „Продължаваме промяната – Демократична България“ |
| Севлиево | Иван Иванов                   |         | ГЕРБ                                                      |
| Севлиево | Иглика Иванова Иванова-Събева |         | Коалиция „Заедно за силна община“                         |
| Севлиево | Исмаил Хаджихасан             |         | Движение за права и свободи                               |
| Севлиево | Йордан Андреев                |         | Възраждане                                                |
| Севлиево | Митко Гълъбов                 |         | Средна европейска класа                                   |
| Севлиево | Росен Цветков                 |         | „Консервативна България“                                  |
| Севлиево | Светлана Георгиева            |         | Коалиция „Граждани за Общината“                           |
| Севлиево | Станимир Стойчев              |         | Коалиция „БСП за България“                                |

| Трявна | Име                  | Портрет | Партия, коалиция или ИК                                                                     |
| ------ | -------------------- | ------- | ------------------------------------------------------------------------------------------- |
| Трявна | Божидар Христов      |         | Коалиция „Продължаваме промяната – Демократична България“                                   |
| Трявна | Боян Грозев          |         | Коалиция „„Ние идваме“, „Има такъв народ““                                                  |
| Трявна | Денчо Минев          |         | ГЕРБ                                                                                        |
| Трявна | Дончо Захариев       |         | Консервативно обединение на десницата                                                       |
| Трявна | Златка Донева-Цанева |         | Възраждане                                                                                  |
| Трявна | Марин Маринов        |         | Местна коалиция „Граждани за общината“                                                      |
| Трявна | Силвия Кръстева      |         | Коалиция „ВМРО-БНД, „Консервативна България“, „Български възход“ и „България на регионите““ |

### Северозападен район

#### Област Плевен
Кандидати за кметове на общини в област Плевен: 
| Гулянци | Име                       | Портрет | Партия, коалиция или ИК                                   |
| ------- | ------------------------- | ------- | --------------------------------------------------------- |
| Гулянци | Владимир Тодоров Цветков  |         | Коалиция „Продължаваме промяната – Демократична България“ |
| Гулянци | Илияна Ангелова Петрова   |         | Българска социалистическа партия                          |
| Гулянци | Лъчезар Петков Яков       |         | Коалиция "Левицата!“                                      |
| Гулянци | Светослав Божидаров Пенев |         | ГЕРБ                                                      |

| Плевен | Име                | Портрет | Партия, коалиция или ИК                                   |
| ------ | ------------------ | ------- | --------------------------------------------------------- |
| Плевен | Александър Николов |         | Коалиция „Алтернативата на гражданите“                    |
| Плевен | Бойко Тодоров      |         | Коалиция „Левицата!“                                      |
| Плевен | Валентин Христов   |         | ГЕРБ                                                      |
| Плевен | Георг Спартански   |         | Инициативен комитет                                       |
| Плевен | Данаил Раденцов    |         | Възраждане                                                |
| Плевен | Димо Дешев         |         | Има такъв народ                                           |
| Плевен | Ева Маринова       |         | Българска социалистическа партия                          |
| Плевен | Емил Николчев      |         | Българска прогресивна линия                               |
| Плевен | Любомир Маринов    |         | Коалиция „Граждани за Общината“                           |
| Плевен | Наталия Цанева     |         | Коалиция „Продължаваме промяната – Демократична България“ |
| Плевен | Сашо Радоловски    |         | Консервативна България                                    |
| Плевен | Чавдар Попов       |         | Инициативен комитет                                       |
| Плевен | Чавдар Христанов   |         | Средна европейска класа                                   |

## Наблюдатели
Български неправителствени организации, чиито упълномощени членове или изрично упълномощени представители са регистрирани като наблюдатели за изборите:
1. Сдружение „Институт за социална интеграция“
2. Сдружение „Център за свободна и качествена алтернатива“
3. Сдружение „Институт за развитие на публичната среда“
4. „Асоциация „Прозрачност без граници“
5. „Федерация на независимите студентски дружества“
6. Асоциация за реинтеграция на осъдени лица (АРОЛ)
7. Сдружение „Гражданска инициатива за свободни и демократични избори“
8. Сдружение „Камчийски кът“
9. Фондация „Център за модернизиране на политики“
10. Сдружение „Велви спорт“
11. Сдружение „Младежки демократичен алианс“
12. Сдружение "България на гражданите"
13. Сдружение „Българско сдружение за честни избори и граждански права – Плевен“
14. Фондация „Дълголетие в Банкя“
15. Сдружение „Гражданско движение ДНЕС – Общество срещу произвола“
16. „Национална младежка мрежа“
17. Сдружение „Младежки парламент“
18. Фондация „Суверен“
19. „Сдружение за развитие на граждански инициативи“
20. Сдружение Инфраню-България
21. Сдружение „Европейско общество за защита на човешките права – България“
22. Сдружение „Варненска консултантска група Европа“
23. Фондация „Център за политическо развитие и демокрация“
24. Сдружение „Активни граждани – Банско“
25. Асоциация на студентите икономисти
26. Сдружение „Младежка мрежа Развитие“

## Резултати
Кметове на областни градове
Благоевград - Методи Байкушев (ПП-ДБ)
Бургас - Димитър Николов (ГЕРБ)
Варна - Благомир Коцев (ПП-ДБ)
Велико Търново - Даниел Панов (ГЕРБ)
Видин - Цветан Ценков (МК СДС (НДСВ, Новото време))
Враца - Калин Каменов (ГЕРБ)
Габрово - Таня Христова (ГЕРБ)
Добрич - Йордан Йорданов (МК ДБГ (ДБГ, ИТН, НДСВ, ССД, ГН и ВМРО-БНД))
Кърджали - Ерол Мюмюн (ДПС)
Кюстендил - Огнян Атанасов (Партия на ЗЕЛЕНИТЕ)
Ловеч - Страцимир Петков (МК ИТН-БВ)
Монтана - Златко Живков (МК СДС (ГЕРБ, БНД, ВМРО-БНД, ЗНС)
Пазарджик - Петър Куленски (ПП-ДБ)
Перник - Станислав Владимиров (ДВИЖЕНИЕ ЗА ПРОСПЕРИТЕТ НА ПЕРНИК)
Плевен - Валентин Христов (ГЕРБ)
Пловдив - Костадин Димитров (ГЕРБ)
Разград - Добрин Добрев (независим, подкрепен от БСП и ВМРО)
Русе - Пенчо Милков (МК БСП (Левицата!, ПДС, Алтернатива за гражданите, МИР)
Сливен - Стефан Радев (ГЕРБ)
Смолян - Николай Мелемов (ГЕРБ)
София - Васил Терзиев (МК ПП-ДБ (СС))
Стара Загора - Живко Тодоров (ГЕРБ)
Търговище - Дарин Димитров (ГЕРБ)
Хасково - Станислав Дечев (ГЕРБ)
Шумен - Христо Христов (БСП)
Ямбол - Валентин Ревански (Пряка Демокрация)
Кметове на общини в Софийска област
Антон - Андрей Симов (независим)
Божурище - Георги Димов (Движение „Гергьовден“)
Ботевград - Иван Гавалюгов (МИР)
Годеч - Радослав Асенов (ГЕРБ)
Горна малина - Ангел Жиланов (независим)
Долна баня - Владимир Джамбазов (ГЕРБ)
Драгоман - Андрей Иванов (ГЕРБ)
Елин Пелин - Димитър Иванов (ИК)
Етрополе - Владимир Александров (БСП, ПРАВОТО)
Златица - Любомир Цветков (БСД - Евролевица)
Ихтиман - Калоян Илиев (ГЕРБ)
Копривщица - Мария Томоранова (БСП)
Костенец - Йордан Ангелов (ГЕРБ)
Костенброд - Трайко Младенов (ГЕРБ)
Мирково - Цветанка Йотина (КОД)
Пирдоп - Ангел Геров (БСП, БПЛ, ВМРО-БНД, Левицата!)
Правец - Румен Гунински (БСП)
Самоков - Ангел Джоргов (ГЕРБ)
Своге - Марио Вутов (Движение Напред България)
Сливница - Васко Стоилков (ГЕРБ)
Чавдар - Григор Даулов (независим)
Челопеч - Алекси Кесяков (ГЕРБ)